# سیارک ۱۷۰۲۲
سیارک ۱۷۰۲۲ (به انگلیسی: 17022 Huisjen، نامگذاری:1999DN7) هفده هزار و بیست و دومین سیارک کشف شده‌است که در ۱۸ فوریه ۱۹۹۹ کشف شد.
قدر مطلق سیارک برابر ۱۷.۸ است.